# Йосиф Сталин
Сталин пренасочва насам.  За други значения вижте Сталин (пояснение).
Йо̀сиф Висарио̀нович Ста̀лин (на руски: Иосиф Виссарионович Сталин), с рождено име Ио̀себ Бесарио̀нис дзе Джугашвѝли (на грузински: იოსებ ბესარიონის ძე ჯუღაშვილი), е грузински революционер и съветски политик, генералисимус. Избран през 1922 година за генерален секретар на Руската комунистическа партия (болшевики), той остава на поста до смъртта си през 1953 г., а от 1941 година до смъртта си е председател на Съвета на министрите на СССР. В продължение на четвърт век той се налага като едноличен диктатор начело на тоталитарния социалистически режим в Съветския съюз и го издига като световна сила.

## Биография

### Ранни години
Иосеб Джугашвили е роден в Гори в Тифлиска губерния на Руската империя. Това вероятно става на 18 декември (6 декември стар стил) 1878 година, макар по-късно официалните му биографии да сочат за негова дата на раждане 21 декември 1879 година. И двамата му родители, Бесарион (1850 – 1909) и Екатерина Джугашвили (1858 – 1937), са деца на крепостни селяни.
През 60-те години баща му напуска родното си село и работи като обущар в Тифлис, а след това в новосъздадена обувна фабрика в Гори. Той се жени за Екатерина Геладзе и двамата имат три деца, но двамата по-големи братя на Иосеб умират още като деца.
Още докато Иосеб е съвсем малък, баща му се пропива и през 1883 година напуска семейството и заминава за Тифлис. През следващите няколко години той на няколко пъти се опитва без успех да вземе сина си при себе си. През 1884 година момчето боледува от едра шарка, която оставя белези по лицето му, а година по-късно е блъснат от файтон и лявата му ръка остава по-трудноподвижна до края на живота му.
Майката на Иосеб иска той да стане свещеник и през 1886 година се опитва да го запише в подготвителните курсове на духовно училище в Гори, но не успява, тъй като той изобщо не говори руски език.
През следващите месеци той усилено учи руски и след две години е приет, макар че до края на живота си говори руски със забележим акцент. През 1889 година е записан в редовните курсове на училището, което завършва с отличен успех през 1894 година, получавайки препоръки за постъпване в семинария.
През 1894 година Иосеб Джугашвили е приет в Тифлиската духовна семинария, продължавайки подготовката си за свещеник. Той е добър ученик и през следващите години публикува няколко свои стихотворения на грузински в местни списания. През 1907 година едно от тях, посветено на княз Рафаел Еристави, е включено в антология на грузинската поезия.
Докато учи в семинарията, Джугашвили се запознава с марксизма и през 1898 година става член на грузинската социалдемократическа организация Месаме даси. Той участва в работнически събрания в различни промишлени предприятия и оглавява социалистическа група в тифлиското железопътно депо, където през декември е проведена кратка стачка. През май 1899 година е изключен от семинарията, след като без извинителна причина не се явява на заключителните си изпити, но получава правото да преподава в началните училища.

### Начало на политическа дейност
След като е изключен от семинарията, Джугашвили работи известно време като частен учител, като сред учениците му е неговият приятел от детинство и бъдещ революционер Симон Тер-Петросян, станал известен като Камò. В края на 1899 година постъпва на работа като технически сътрудник на Тифлиската физическа обсерватория.
През 1900 година Иосеб Джугашвили за пръв път държи реч пред голямо събрание по време на първомайска демонстрация. През август участва в организирането на голяма стачка на железопътни работници, след която са арестувани няколкостотин души. За да избегне арест, в началото на 1901 година той напуска обсерваторията и започва да се укрива от властите. През следващите години, които прекарва в нелегалност, той използва различни псевдоними, като Бесошвили, Нижерадзе, Чижиков, Иванович, Коба, Сталин.
През септември 1901 година Джугашвили започва да издава нелегалния вестник „Бърдзола“, уводната статия в първия брой на който се смята за неговата първа публикация на политическа тема. През следващите месеци той се мести често между различни градове в Задкавказието, докато на 5 април 1902 година е арестуван в Батуми. Остава в затвора до ноември 1903 година, когато е изпратен на заточение в село Новая Уда в Иркутска губерния. Няколко седмици по-късно той се връща в Грузия.
Докато Джугашвили е в затвора, Руската социалдемократическа работническа партия (РСДРП) се разцепва, като той остава лоялен към нейното радикално болшевишко крило, оглавявано от Владимир Илич Ленин. След бягството му от заточение по препоръка на Михаил Цхакая той става представител на кавказката организация на РСДРП при нейния регионален комитет в Кутаиси.
На 16 юли 1904 година, макар и в нелегалност, Иосеб Джугашвили се венчава в тифлиската църква „Свети Давид“ за Екатерина Сванидзе (1885 – 1907), дъщеря на дребен благородник и сестра на неговия приятел и съученик от семинарията Александър Сванидзе. В началото на 40-те години Александър Сванидзе, съпругата му и сестра му Мария ще бъдат убити, обвинени в шпионаж.
По време на Революцията от 1905 – 1907 година Джугашвили участва активно в дейността на РСДРП в Задкавказието. През февруари 1905 година организира въоръжени отряди в Баку, а през септември участва в опит за завземане на оръжейните складове в Кутаиси. През декември участва в Първата конференция на РСДРП в Тамерфорс, където за пръв път се среща с Владимир Ленин. През април 1906 година е делегат на Четвъртия конгрес на РСДРП в Стокхолм, като посещава и Копенхаген, а година по-късно участва и в Петия конгрес в Лондон. През 1907 – 1908 година е член на ръководството на организацията на РСДРП в Баку.
През март 1907 година се ражда първото дете на Иосеб Джугашвили, Яков Джугашвили (1907 – 1943), който в началото на Втората световна война е пленен от германците и умира в плен. През декември същата година едва двадесет и двегодишна умира неговата съпруга, вероятно от туберкулоза или коремен тиф.
През лятото на 1907 година Джугашвили участва в организирането на ръководен от Камо обир в Тифлис на пощенска кола, превозваща голямо количество държавни пари. На 25 март 1908 година той отново е арестуван в Баку и малко по-късно е изпратен на заточение в Солвичегодск, Вологодска губерния. През 1910 година бяга от заточението и през следващите месеци неколкократно е залавян и отново бяга. От декември 1911 до февруари 1912 е заточен във Вологда.

### В ръководството на Болшевишката партия

#### Член на Централния комитет и последно заточение
След бягството му от Вологда по предложение на живеещия в чужбина Владимир Ленин, Джугашвили става член на Централния комитет на РСДРП и ръководител на Руското бюро на комитета. По това време започва трайно да използва псевдонима Сталин, с който остава известен до края на живота си. Той се установява в столицата Санкт Петербург, където организира издаването на първия масов партиен вестник – „Правда“. На 5 май 1912 година, денят, в който излиза първия брой на вестника, той е арестуван и изпратен в село Нарим в Томска губерния. Няколко месеца по-късно успява да се върне в Санкт Петербург, където, укривайки се от полицията, участва в предизборната кампания на болшевиките за проведените през ноември избори за Държавна дума.
В края на 1912 година Сталин на два пъти пътува до Австро-Унгария, като се среща в Краков с Владимир Ленин. Второто му пътуване продължава и в началото на 1913 година, когато той посещава и Виена. Там той пише статията „Марксизмът и националният въпрос“, която става популярна в руските социалистически кръгове.
През март 1913 година, малко след връщането си от Виена, Сталин отново е арестуван и интерниран в село Курейка в Туруханския край, където по това време са заточени много болшевики, включително болшевишките депутати, арестувани след започването на Първата световна война. Сталин остава там в продължение на четири години, до началото на Революцията от 1917 година.

#### Революцията и Гражданската война
През март 1917 година Йосиф Сталин се връща в Петроград, където отново се включва в ръководството на Болшевишката партия, пише статии в партийния вестник „Правда“ и играе активна роля в изборите за Всерусийски конгрес на Съветите, като самият той е избран за депутат в конгреса и в избирания от него Всерусийски централен изпълнителен комитет. По време на Шестия конгрес на РСДРП (болшевики), когато Владимир Ленин е принуден отново да се укрива, Сталин прочита отчетния доклад на Централния комитет.
През есента на 1917 година Сталин става член на новосъздаденото Политбюро, в което влизат още Владимир Ленин, Лев Троцки и Яков Свердлов. Заедно с Троцки, Сталин ръководи подготовката на Октомврийския преврат, с който болшевиките взимат властта в столицата. В новосъставеното правителство той заема поста на народен комисар по въпросите на националностите.
През април 1918 година, заедно с Кръстьо Раковски и Дмитрий Мануилски, Сталин участва в преговорите в Курск за сключване на мир с Украинската народна република, които се провалят с преврата на Павло Скоропадски. През пролетта на 1918 г. той се жени повторно. Негова жена става Надежда Алилуева (1901 – 1932), дъщеря на активния болшевик Сергей Алилуев, в чийто дом Сталин живее непосредствено след връщането си от заточение. Двамата имат две деца – Василий Сталин (1921 – 1962), който става генерал от авиацията, и Светлана Алилуева (1926 – 2011), която през 60-те години емигрира в Съединените щати и пише известни мемоари.
През юни 1918 година, след началото на Гражданската война, Йосиф Сталин е изпратен като специален представител на правителството в град Царицин (по-късно Сталинград, днес Волгоград), който има голямо стратегическо значение, тъй като осигурява връзката между основната територия на болшевиките на север и зърнопроизводителните южни части на страната.
В края на юли Донската армия на атамана Пьотр Краснов започва настъпление към Царицин и прекъсва връзките на града на север. Сталин предприема радикални действия, критикувани по-късно от Ленин, като арестува и разстрелва много от собствените си офицери, които смята за нелоялни. Болшевишката Работническо-селска червена армия успява да спре настъплението и до началото на септември отблъсква противника до река Дон. През следващите седмици болшевиките консолидират силите си и отблъскват още едно настъпление в началото на есента. През този период Сталин работи в тясно сътрудничество с Климент Ворошилов и влиза в конфликт с Лев Троцки, обвинявайки го, че умишлено саботира военните действия но южния фронт.
През януари 1919 година, заедно с Феликс Дзержински, Сталин разследва причините за завземането на Перм от адмирал Александър Колчак и участва в реорганизирането на разбитата Трета армия, а през юни ръководи потушаването на бунта във форт Красная Горка в Петроград. През по-голямата част от 1920 година е представител на централното правителство във военното ръководство на Югозападния фронт, който води военни действия с променлив успех срещу Полша и войските на генерал Пьотр Врангел.
На 24 юли 1921 г. при катастрофа по време на изпитания на аеровагон загива Фьодор Андреевич Сергеев – близък приятел и съратник на Сталин, основател на Донецко-Криворожката съветска република, 3-ти Председател на Всеукраинския ЦИК и на Временното работническо-селско правителство на Украйна. Жена му, Елизавета Львовна Сергеева, която е главен лекар и заема редица ръководни длъжности, остава вдовица с 4-месечно бебе – Артьом. Йосиф Сталин взима детето в семейството си като приемен син и го отглежда като свое заедно с децата си. Артьом Фьодорович Сергеев (1921 – 2008) е възприет от тях като брат, а по-късно става генерал от артилерията и ПВО.

#### Утвърждаване начело на партията
От 1922 г., поради болест, Ленин се оттегля от политическата дейност. Той е приел предложението на Григорий Зиновиев и Лев Каменев Сталин да бъде първият генерален секретар на болшевишката партия. На пленума на Централния комитет на РКП (б) на 3 април 1922 г. Сталин е избран за член на Политбюро и Организационното бюро на Централния комитет на РКП (б), както и за Генерален секретар на Централния комитет на РКП (б). Първоначално тази позиция е означавала само ръководството на партийния апарат, а Владимир Ленин, председател на Съвета на народните комисари (СНК) на РСФСР, продължава да се възприема от всички като лидер на партията и правителството.
В Политбюро Сталин, Зиновиев и Каменев организират „тройка“, основана на опозицията на Лев Троцки. Тримата партийни лидери по това време съчетават редица ключови постове. Зиновиев оглавява влиятелната Ленинградска партийна организация, като същевременно е и председател на Изпълнителния комитет на Коминтерна. Каменев оглавява Московската партийна организация и същевременно Съвета на труда и отбраната, който обединява редица ключови комисариати. С оттеглянето на Ленин от политическа дейност на негово място най-често Каменев започва да председателства заседанията на Съвета на народните комисари (Министерския съвет). Сталин ръководи Секретариата и Организационното бюро на Централния комитет и едновременно с това е начело на Работническо-селската инспекция и Народния комисариат по националните работи.
В противовес на тройката, Троцки оглавява Червената армия на ключовите позиции Народен комисар по отбраната и Председател на революционния военен съвет.
През септември 1922 г. Сталин за пръв път ясно показва склонността си към традиционното руско великодържавие. Според указанията на Централния комитет той, като народен комисар по националните работи, подготвя предложения за уреждане на отношенията на Москва с националните покрайнини на бившата Руска империя, сега съветски. Сталин предлага план за „автономност“ чрез включване на покрайнините в РСФСР с правото на автономия, по-специално Грузия трябвало да остане част от Закавказката република. Този план среща ожесточена съпротива в Украйна и особено в Грузия и бива отхвърлен под натиска на Ленин. Покрайнините влизат в Съветската федерация с правата на съюзни републики с всички атрибути на държавност, които обаче в условията на еднопартийната система се оказват фиктивни. От името на самата федерация („СССР“) е отстранена думата „руски“ („руска“) и въобще географските имена.
С „Писмо до Конгреса“ (от 24 декември 1922 г.) и „Добавка към писмото от 24 декември 1922 г.“ (4 януари 1923 г.), Ленин дава критични характеристики на най-близките си другари в партията, включително Сталин, предлагайки той да бъде отстранен от поста генерален секретар. Той заявява, че Сталин ще съсредоточи в ръцете си „необятна власт“, че трябва да се „обмисли начин Сталин да бъде преместен от това място“, защото е груб. „Трябва да се намери човек, който да е по-търпелив, по-лоялен, по-вежлив и по-внимателен с другарите, не толкова капризен и т.н.“. Чертите в характера на Сталин – капризен, обидчив, неотстъпчив и отмъстителен, са причина тежко болният Ленин да поиска смяната му. Ситуацията се утежнява от факта, че през последните месеци от живота на Ленин се води лична кавга на Сталин с Надежда Крупска.
Писмото е прочетено от членовете на Централния комитет в навечерието на XIII конгрес на РКП (б), който се провежда през май 1924 година – 4 месеца след смъртта на Ленин. Сталин подава оставка, но тя не е приета. На конгреса писмото е  прочетено на всяка делегация, но след проведено гласуване на конгреса, Сталин остава на поста си.

### Начело на Съветския съюз
Сталин става ръководител на СССР след смъртта на Ленин през 1924 г. Благодарение на това, че останалите ръководители от т. нар. „Ленинска гвардия“ го смятат за посредствен човек, а следователно и лесно управляем, той успява да се наложи във властта, като отстранява последователно конкурентите си за поста Генерален секретар – първо Троцки, а впоследствие и останалите – Каменев, Зиновиев, Риков, Раковски, Томски, Бухарин и др.
Сталин се отказва от провалилата се теория за перманентната революция на Лев Троцки и възприема тезата за победата на комунизма в една отделно взета страна. След „литературна дискусия с троцкизма“ (1924), на ХІІІ конгрес Троцки претърпява съкрушително поражение и е принуден да напусне поста Председател на революционния военен съвет. С постигането на целта блокът на Сталин със Зиновиев и Каменев се разпадна напълно. След 1924 г. Сталин започва атака срещу бившите си съюзници в Тройката. През 1925 г. висшите ръководни постове заемат:
- Йосиф Сталин – Генерален секретар на ЦК на Руската комунистическата партия (болшевики),
- Алексей Риков – Председател на Съвета на народните комисари (министър-председател),
- Лев Каменев – Заместник-председател на Съвета на народните комисари (вицепремиер),
- Григорий Зиновиев – Председател на Изпълнителния комитет на Коминтерна.

На XIV конгрес (декември 1925 г.) Сталин се съюзява с едни от най-големите партийни теоретици на онова време – Н. И. Бухарин, Риков и Томски (които по-късно ще нарече „десни отклонения“). Той ги използва срещу така наречената „Ленинградска опозиция“, известна още като „Платформа на четиримата“: Зиновиев, Каменев, народния комисар по финансите Соколников и Н. К. Крупска (година по-късно тя напусна опозицията). Конгресът преминава при взаимни нападки и обвинения в „чистка“ и „контрачистка“ с цитати на Ленин. Сталин използва за своите цели „Ленинския призив“ от 1924 г. и последващите масови призования на полуграмотни работници „от машините“ към партията, които се провеждат под лозунга „работнически състав на партията“. Както отбелязва изследователят М. Восленски, в работата си „За основите на ленинизма“ Сталин „демонстративно“ пише: „Посвещавам на призива на Ленин“. По-голямата част от „новобранците на ленинския проект“ са били слабо запознати със сложните идеологически дискусии по онова време. Сложните теоретични дебати са се водили, когато до 75 % от членовете партията са имали само ниско образование, много не са умеели да четат и пишат и предпочитали да гласуват за Сталин, когото възприемали като продължител на делото на Ленин.
Като противници на този подход, след конгреса Зиновиев, Каменев и Троцки се обединяват през април 1926 година и създават така наречената „Обединена опозиция“, която издига лозунга „да преместим огъня надясно – срещу НЕП, кулака и бюрократа“. На годишнината от Октомврийската революция на 7 ноември 1927 г. те провеждат „паралелна“ демонстрация на опозицията. Тези действия са причина за изключването на Зиновиев и Троцки от партията (16 ноември 1927 г.). През 1927 г. съветско-британските отношения драстично се влошават, страната е завладяна от военна психоза. Сталин смята, че подобна среда би била удобна за окончателното организационно поражение на левицата.
На следващата година обаче картината рязко се променя. Под влияние на кризата на зърнената реколта от 1927 г. Сталин прави „ляв завой“, на практика прихващайки троцкистки лозунги, все още популярен сред студентската младеж и радикални работници, недоволни от негативните аспекти на НЕП (безработица, рязко увеличено социално неравенство).
Така през 1928 – 1929 г. Сталин обвинява Николай Бухарин и неговите съюзници в „дясно отклонение“ и всъщност започва да изпълнява програмата на „левите“, за да ограничи НЕП и да ускори индустриализацията. Сред победените „десни“ е имало много активни бойци от т. нар. „Троцко-Зиновиевски блок“: Риков, Томски, Угланов и Рютин, ръководили разгрома на троцкистите в Москва и много други. Третият Председател на СНК на РСФСР, Сирцов, също става опозиционер. Лев Троцкий е изгонен от СССР през 1929 г.
Сталин обявява 1929 година за годината на „големия прелом“. Стратегическите цели на държавата са обявени за индустриализация, колективизация и културна революция.
Въпреки бързото развитие на тежката промишленост, оръжейното производство и енергетиката средният ръст на икономиката от 1929 до 1940 година е по-нисък от този по времето на НЕП-а, земеделието е силно отслабено и същевременно се налага започналото по времето на Ленин тоталитарно и авторитарно управление.
След продължителни остри конфликти и няколко опита да напусне Сталин, през 1932 година съпругата му Надежда Алилуева се самоубива. По-голямата част от нейното семейство е избито по време на Голямата чистка през следващите години.
Една от последните опозиции е била групата на Мартемян Рютин. В своята програмна работа през 1932 г., „Сталин и кризата на пролетарската диктатура“ (по-известна като „платформата на Рютин“), авторът първоначално прави сериозни атаки срещу Сталин лично. Известно е, че Сталин е възприел тази работа като подстрекателство към тероризъм и настоява за екзекуция. Това предложение обаче е отхвърлено от ОГПУ, който осъжда Рутин на 10 години затвор.

### Чистките и Втората световна война

#### Жертвите на Сталиновия режим
В годините преди Втората световна война Сталин провежда Голямата чистка (1934 – 1938 г.), жертва на която става висшето ръководство на ВКП (б), НКВД и Червената армия. В някои сталински списъци за репресии от 1937 г. срещу имената е записано: „троцкисти“, „десни“, „децисти“, „брандлеровци“, „меншевики“, „есери“. В следващите списъци „престъплението“ не се уточнява.
През 1936 г. се води съдебен процес, известен като „процес на 16-те (Антисъветски обединен Троцкистко-Зиновиевски център)“ или „Първи московски процес“. Основни обвиняеми са Григорий Зиновиев и Лев Каменев, заедно с Григорий Евдокимов, Вагаршак Тер-Ваганян, Сергей Мрачковски, Иван Смирнов, Ефим Дрейцер, Исаак Рейнхолд, Ричард Пикел, Едуард Холцман, Иван Бакаев; Илья-Давид Круглянски, Валентин Олберг, Конон Берман-Юрин, Александр Емел, Натан Лурие.
Обвинени са в организиране на убийството на Киров на 1 декември 1934 г. и в заговор срещу Сталин, че трябва да се отстрани по указание на Троцки от чужбина, което се тълкува като опит за убийство. Лев Троцки организира контрапроцес в Мексико, който доказва невинността на обвиняемите. Михаил Томски прочита във вестника, че Каменев, Зиновиев и Рейнхолд неочаквано започнали да дават показания срещу него, Н. И. Бухарин, А. И. Риков, Н. А. Угланов, К. Б. Радек, Г. Л. Пятаков, Л. П. Серебряков и Г. Я. Соколников за „контрареволюционна дейност“ и ще бъдат разследвани. Той оставя предсмъртно писмо лично до Сталин да не вярва на клеветите и се самоубива. Всичките 16 подсъдими са осъдени на смърт чрез разстрел и екзекутирани на 25 август.
През 1937 г. са разстреляни: Мартемян Рютин (10.1), Георгий Пятаков (30.1), Леонид Серебряков (1.2), Николай Угланов (31.5). На 11 юни всичките 9 подсъдими висши офицери по Делото на Тухачевски са осъдени на смърт и незабавно разстреляни: Маршал М. Н. Тухачевски – командващ войските на Приволжкия военен окръг (ВО) и бивш 1-ви заместник-народен комисар на отбраната на СССР; командващите армии 1-ви ранг И. Е. Якир – командващ войските на Киевския ВО и И. П. Уборевич – командващ войските на Беларуския ВО; командващите армии 2-ри ранг А. И. Корк – началник Военната академия „Фрунзе“; командващите корпуси Р. П. Ейдеман – председател на Централния съвет на Осоавиахим, В. К. Путна – военен аташе при посолството на СССР във Великобритания, Б. М. Фелдман – началник Управление по команден и началнически състав на Червената армия, В. М. Примаков – заместник-командващ войските на Ленинградския ВО; армейски комисар 1-ви ранг Я. Б. Гамарник – първи заместник-народен комисар на отбраната на СССР, началник на Политуправлението Червената армия.
Кръстьо Раковски като съратник на Лев Троцки и опозиционер на Сталин, е изключен от Болшевишката партия и е заточен в Централна Азия през 1928 г. През 1934 г. се връща в Москва, през 1935 г. е възстановен в партията и работи известно време в Министерството на здравеопазването. През 1937 г. е отново подсъдим заедно с Бухарин, Алексей Риков и Хенрих Ягода по съдебното дело, известно като „Процесът на 21-те (антисъветски блок)“. Тримата са осъдени на смърт и разстреляни на 15 март 1938 г. Раковски е осъден на 20 години трудов лагер. След началото на Великата отечествена война обаче е разстрелян по т. нар. сталински списъци на 11 септември 1941 г.
През 1939 г. е разстрелян Станислав Косиор, Първи секретар на Комунистическата партия на Украйна, заместник министър-председател на СССР, член на Политбюро на Централния комитет на КПСС (б). В затвора са убити Карл Радек (19 май) и Григорий Соколников (21 май).
На 20 август 1940 г. в Мексико Лев Троцки е смъртно ранен с удар в главата от агент на НКВД и на другия ден умира.
Броят на жертвите на Сталиновия режим е оценяван различно. Липсват достоверни сведения за точния брой на загиналите, но по мнението на историка В. Н. Земсковте са 642 980 разстреляни и около 600 000 умрели в лагерите от глад и болести.
По една от версиите в резултат на глад, колективизация и репресии в периода 1926 и 1939 г. загубите са между 7 и 13 милиона души. Вадим Ерликман дава число около 9 милиона, от които 1,5 млн. екзекутирани, 5 млн. загинали в ГУЛАГ, 1,7 млн. загинали при депортации и 1 млн. избити немски военнопленници.
За мащаба на политиката на терор и репресии срещу хората в СССР са показателни данните за заточените след световната война, независимо от стопанското разорение, разруха и десетките милиони човешки жертви. След смъртта на Сталин министърът на вътрешните работи С. Круглов докладва, че „изселниците“ и „спецпреселниците“ „за вечни времена“ в Сибир и Казахстан в съответствие с Указа на Президиума на Върховния съвет на СССР от 26 ноември 1948 г. са 2 572 829 души. В лагерите и затворите по същото време се намират около 4 000 000 души.
Повечето историци приемат броя на жертвите на Сталиновото управление между 4 и 10 милиона души, без да се смята гладът в Украйна, за който се спори дали е умишлено предизвикан или е бил непредвидено последствие от колективизацията.

#### Външната политика и Втората световна война
През август 1939 г. Сталин сключва споразумение с Адолф Хитлер за подялбата на Полша и разграничаването на сферите на влияние в Източна Европа (т.нар. пакт Рибентроп–Молотов). След като на 1 септември 1939 година Германия напада Полша от запад, на 17 септември съветските войски нахлуват в Полша от изток. На 27 септември двете дружески армии, немската и съветската, се срещат на река Висла. С това се слага краят на независимата полска държава.
През зимата на 1939 – 1940 г. Сталин осъществява агресия срещу Финландия, наричана още Зимната война. Границата между Финландия и СССР е преместена на 80 км на запад. Именно слабото представяне на Червената армия във Финландската война ускорява дейността на хитлеристкото командване по разработване на плана „Барбароса“ за нападение над СССР. Същевременно Червената армия изостава сериозно и в използването на модерна техника.
Сталин получава множество директни предупреждения за готвеното германско нашествие спрямо СССР от съветски агенти в Германия, Япония и косвени предупреждения от Чърчил, но приема всичко това като заблуда на разузвавачите и дезинформация от страна на англичаните, с цел да го въвлекат в самоубийствена война срещу Германия, тъй като му е известно че те постъпват по същия начин и с германците, предвид неговото собствено превъоръжаване, което очаква да завърши към 1942 – 1943 г.
Сталин не желае да предизвиква по никакъв начин германците и не е убеден във възможността от германско нападение, защото смята, че това ще е самоубийство за Хитлер, а германската армия за неспособна да осъществи цялостна успешна военна кампания срещу Съветския съюз (в което в крайна сметка се оказва прав), и защото не открива убедителни доказателства, че германската армия действително се готви да воюва в СССР през 1941 г. Например липсват всякакъв вид зимно оборудване, облекла, горива и оръжие, годни да се използват зимно време на съветска територия.
Никита Хрушчов разпространява клеветническия мит, че след бързите успехи на германците Сталин изпада в страхова депресия и напуска Кремъл, като на практика оставя армията без главнокомандващ и едва след като Политбюро решава да изпрати делегация начело с Молотов във вилата на диктатора, той намира сили да се обърне към съветския народ в началото на юли 1941 г. с призив за защита на Родината. Тази клевета се опровергава от записките в дневника, в който са записани приетите от Й. В. Сталин лица в периода 21 юни – 28 юни 1941 г. – видно е, че работният ден на Сталин на 22 юни започнал в 5,45 ч и до 16,45 ч той приел 29 души. Сталин е избран за председател на Държавния комитет за отбрана, става и народен комисар на отбраната, както и върховен главнокомандващ на въоръжените сили. Германското настъпление обаче е спряно едва през декември в предградията на Москва, не без помощта на армейски генерал Г. К. Жуков и логистичната подкрепа от страна на съюзниците САЩ и Великобритания.
На 6 ноември 1941 г. Сталин се обръща към народа си само за втори път за 19-годишно управление (първият е на 2 юли същата година) и заявява, че от началото на войната с Националсоциалистическа Германия загубите на СССР (убити, изчезнали и ранени) са 1,75 млн., а на Германия са 4,5 млн., че САЩ са отпуснали на СССР заем от 1 млрд. $ в допълнение към доставките на танкове и самолети, и че СССР не цели да налага режима си в европейски държави, а само да ги освободи.
През Великата отечествена война повечето съветски войници проявяват храброст и издръжливост, но липсата на адекватно техническо осигуряване причиняват смъртта на над 20 милиона военни и цивилни граждани на СССР. Част от военнослужещите и от населението в окупираните от германците райони преминава на страната на окупатора, за което цели народности (чеченци, кримски татари и кримски българи и др.) са били репресирани и/или изселени, след като Съветската армия установява контрол над техните райони.
Сталин е обявен за маршал на СССР (1943), а на 27 юни 1945 – и за генералисимус. Носител е на званието „Герой на Съветския съюз“, орден „Суворов“, орден „Победа“ (2 пъти).
Чрез победата във Втората световна война СССР поставя край на „Хилядолетният райх“. След края на войната, с политическата подкрепа на САЩ и Великобритания, Сталин налага просъветски режими в съветската зона на Германия и източноевропейските държави попаднали в сферата на влияние на СССР. Разделението на сферите на влияние в Европа е договорено на среща между Йосиф Сталин, Франклин Рузвелт и Уинстън Чърчил на Ялтенската конференция.
СССР бързо успява да навакса изоставането си в разработването и производството на атомната бомба и на 29 август 1949 г. взривяват първата си атомна бомба на полигона Семипалатинск в Казахстан. Въпреки нарасналото напрежение в света сблъсъкът между свръхсилите се реализира във военно отношение единствено в Корейската война (1950-53), която довежда до трайното разделяне на Северна и Южна Корея.
В края на живота си Сталин подозира в заговор почти всички от старите си другари. Той организира т.нар. „лекарски процес“.
Из реч на Сталин, произнесена на 5 май 1940 година
| „ | Нашата политика за мир и сигурност е същевременно и политика за подготовка за война. Няма отбрана без нападение. Армията трябва да бъде обучавана в духа на нападението. Ние трябва да сме готови за война...". | “ |

### Последни години
Сталин умира в официалната си резиденция, където пребивава в следвоенния период. На 1 март 1953 г. един от пазачите го намерил да лежи на пода на трапезарията. На сутринта на 2 март е диагностициран от пристигналите лекари с парализа на дясната страна на тялото. На 5 март в 21 часа и 50 минути Сталин умира. Според медицинския доклад, смъртта се дължи на мозъчен кръвоизлив в базалните ганглии.
Медицинската история и резултатите от аутопсията показват, че Сталин е имал няколко исхемични инсулти, които според президента на Световната федерация по неврология, довели не само до съдови когнитивни нарушения, но също и до прогресивно психическо заболяване.
Балсамираното тяло на Сталин е поставено в мавзолея на Ленин, който за времето от 1953 до 30 октомври 1961 година е преименуван „Мавзолей на Ленин и Сталин“. XXII конгрес на партията решава, че „сериозните нарушения на Сталин... правят невъзможно оставянето на ковчега му в мавзолея“. На 31 октомври 1961 г., по инициатива на Хрушчов, като част от десталинизацията на страната, тялото на Сталин е извадено от мавзолея и погребано край стената на Кремъл.